# Ронаго
Ронаго (итал. Ronago) — коммуна в Италии, располагается в регионе Ломбардия, в провинции Комо.
Население составляет 1648 человек (2008 г.), плотность населения составляет 785 чел./км². Занимает площадь 2 км². Почтовый индекс — 22027. Телефонный код — 031.
Покровителями коммуны считаются святые Виктор Мавр и Дефендент, празднование 8 мая.

## Демография
Динамика населения:

## Администрация коммуны
- Официальный сайт: http://comune.ronago.co.it